# جوزيف ريدمان
جوزيف ريدمان (بالإنجليزية: Joseph Redman)‏ هو ضابط أمريكي، ولد في 1891 في غراس فالي في الولايات المتحدة، وتوفي في 1968.